# آرنولد شولمن
آرنولد شولمن (انگلیسی: Arnold Schulman؛ ۱۱ اوت ۱۹۲۵ - ۴ فوریهٔ ۲۰۲۳) تهیه‌کننده، فیلم‌نامه‌نویس و نمایش‌نامه‌نویس اهل ایالات متحده آمریکا بود.
وی نویسنده فیلم‌هایی همچون باد وحشی است، عشق با غریبه مطلوب، خداحافظ کلومبوس و تاکر: مردی در رویاهای خود بوده است.

## تهیه‌کننده
- The New York Times: Arnold Schulman
- آرنولد شولمن در بانک اطلاعات اینترنتی فیلم‌ها (IMDb)
- Katz's Film Encyclopedia: Arnold Schulman